# Condylostylus fastuosus
Condylostylus fastuosus är en tvåvingeart som beskrevs av Octave Parent 1933. Condylostylus fastuosus ingår i släktet Condylostylus och familjen styltflugor.
Artens utbredningsområde är Guyana. Inga underarter finns listade i Catalogue of Life.